# Jardín Botánico Lewis Ginter
El Jardín Botánico Lewis Ginter (en inglés: Lewis Ginter Botanical Garden) es un jardín botánico de unas 16 hectáreas (40 acres) que se encuentra en Richmond, Virginia. 
El código de identificación del Lewis Ginter Botanical Garden como miembro del "Botanic Gardens Conservation International" (BGCI), así como las siglas de su herbario es LWGBG.

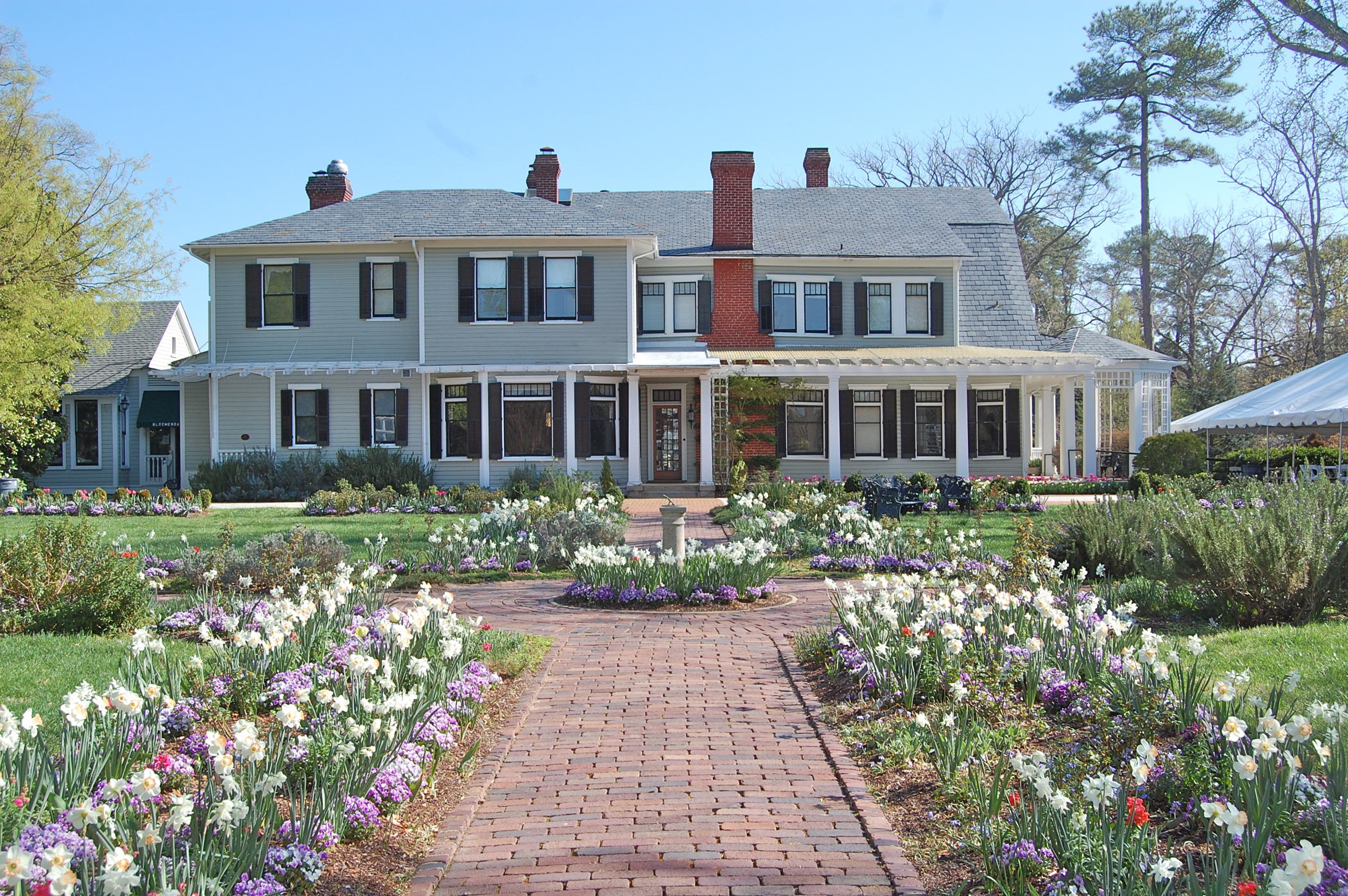
La mansión Bloemendaal.

## Localización
Lewis Ginter Botanical Garden, 1800 Lakeside Avenue, Richmond, Independet city Virginia VA 23228 United States of America-Estados Unidos de América
Planos y vistas satelitales.37°37′16.32″N 77°28′15.96″O / 37.6212000, -77.4711000

## Historia
Nombrado en honor de Lewis Ginter, el jardín está situado en una propiedad donde se encontraba funcionando un negocio. 
Después de la muerte del más viejo de los herederos en 1968, la finca fue adquirida por la ciudad de Richmond para establecer el jardín botánico. 
El jardín botánico fue creado en 1984.

## Colecciones
Sus colecciones consisten en un centro de visitantes, varios jardines, y la "casa Bloemendaal" donde Grace Arents, la sobrina de Ginter y filántropa de Richmond, la dedicó como hospital infantil y más tarde se convirtió en su vivienda personal. 
Dentro del jardín son de destacar :
* The Lora & Claiborne Robins Tea House y Valle de Asia - plantas del Extremo Oriente, que se exhiben en una rocalla con cascadas.
* Invernadero  - casa de la palmera central con una gran bóveda, un ala de orquídeas subtropicales, y dos alas de plantas estacionales.
* Jardín de las cuatro estaciones - jardín vallado en estilo Arts and crafts de principios del siglo XX.
* Jardín de la Salud (con dos partes) - El área más pequeña se diseña como espacio reservado como curativo espiritual con la contemplación, la meditación, y la reflexión. El área más grande es a "jardín de hierbas" con plantas medicinales que son conocidas por tener cualidades "curativas" específicas para una diversidad de aflicciones físicas.
* Island Garden - con puentes, islas, sendas de paseo, y plantas de humedales incluyendo Nepenthes.
* Jardín de plantas perennes Henry M. Flagler (3 acres) - con más de 770 especies y variedades de perennes, arbustos, árboles y bulbos.
* Lucy Payne Minor Memorial Garden - una gran colección de lirios de un día y narcisos. 
* Margaret Streb Conifer Garden - con coníferas enanas.
* Rose Belvedere - una rosaleda.
* Sunken Garden (jardín hundido) - un jardín en una zona más baja que los alrededores, diseñados para que por la gravedad el agua forme dibujos conforme se dirige hacia esta zona. Esta área contiene plantas perennes y anuales, con un estanque de reflejo.

Detalles
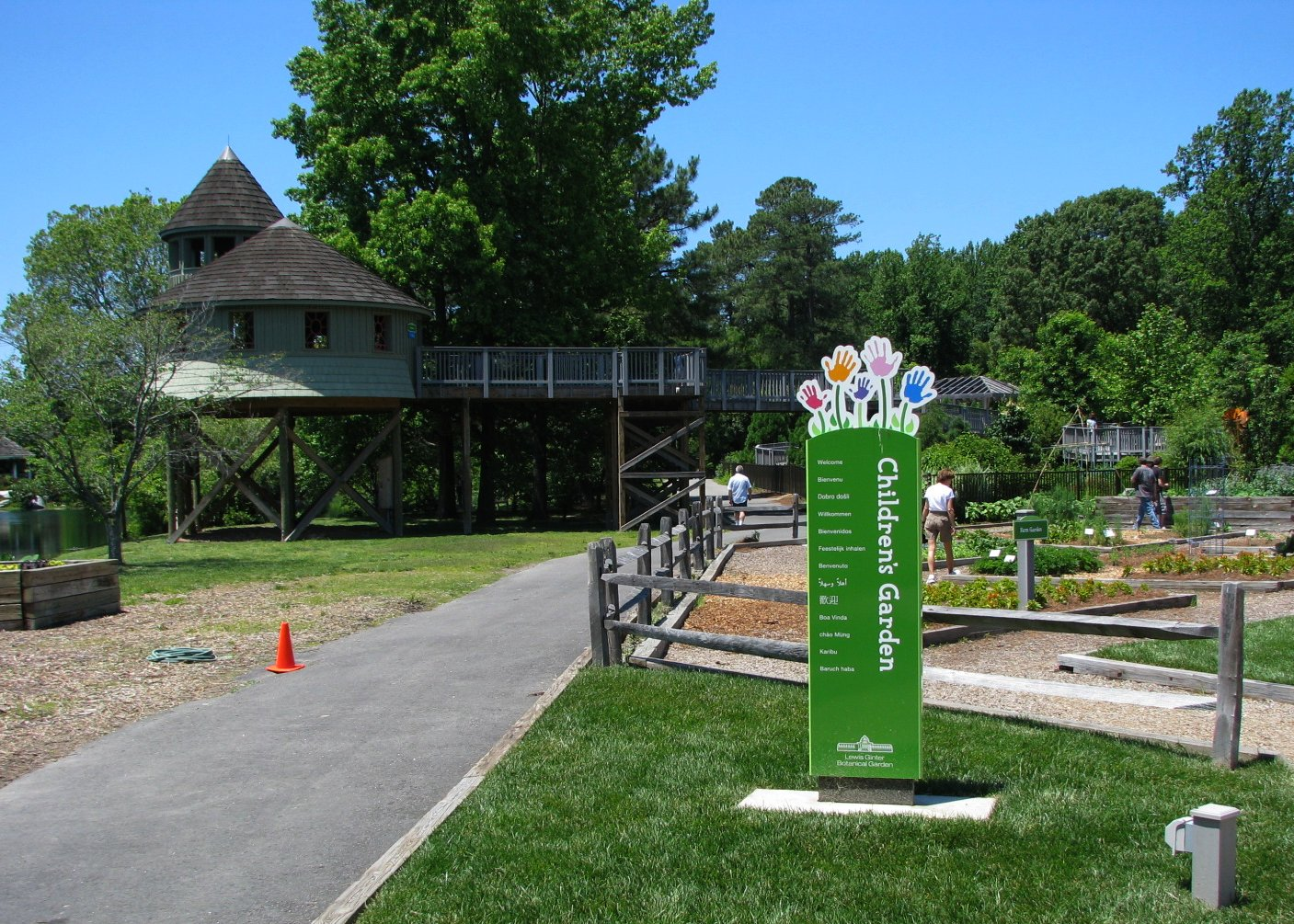
Jardín de los niños - un jardín interactivo para los más pequeños, para que puedan entrar en contacto con las plantas y cuidarlas. Algunas vistas del "Lewis Ginter Garden".
- Detalles
- Lewis Ginter Childrens Garden.

Algunas vistas del invernadero Lewis Ginter.

Invernadero
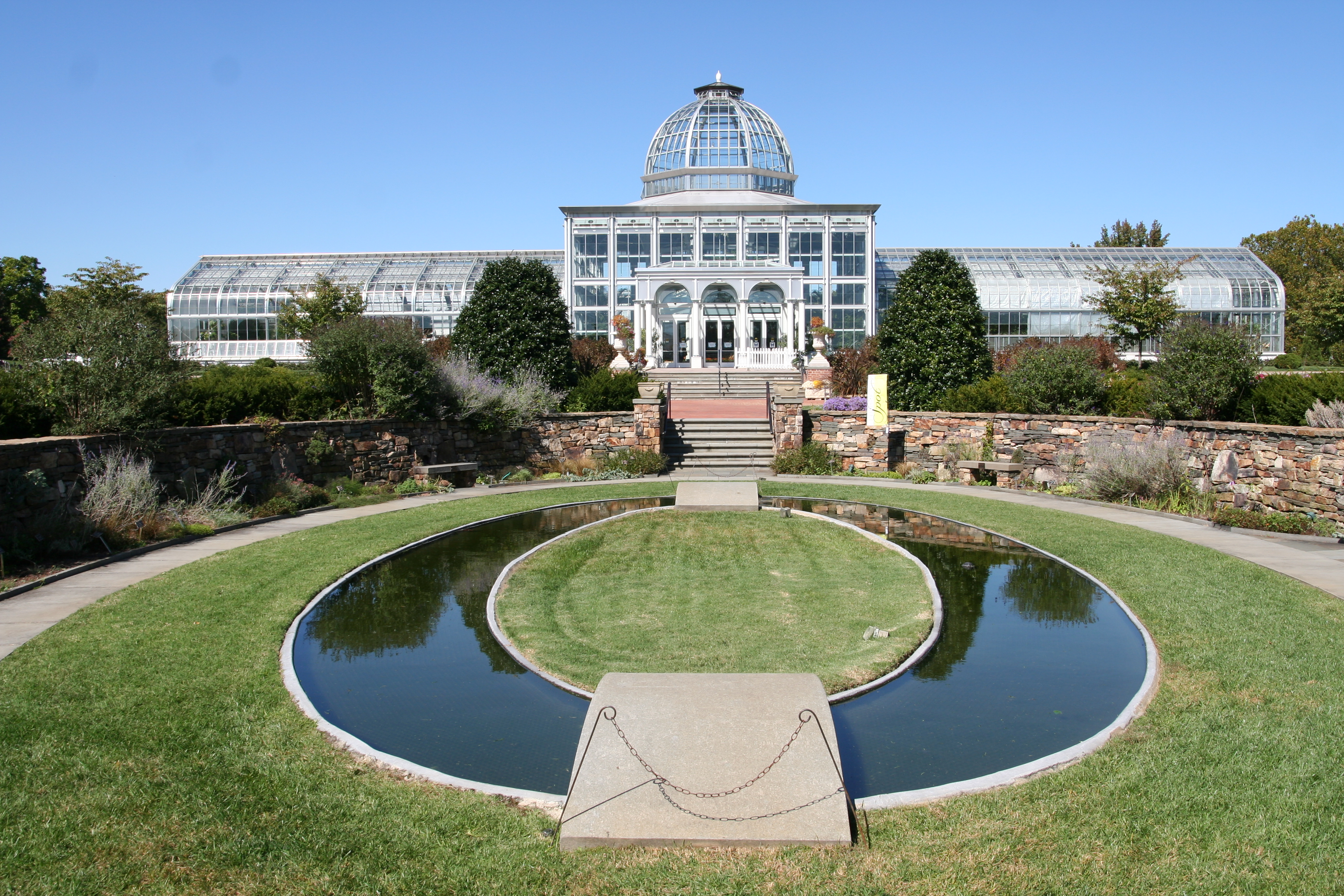
El "Lewis Ginter Conservatory".
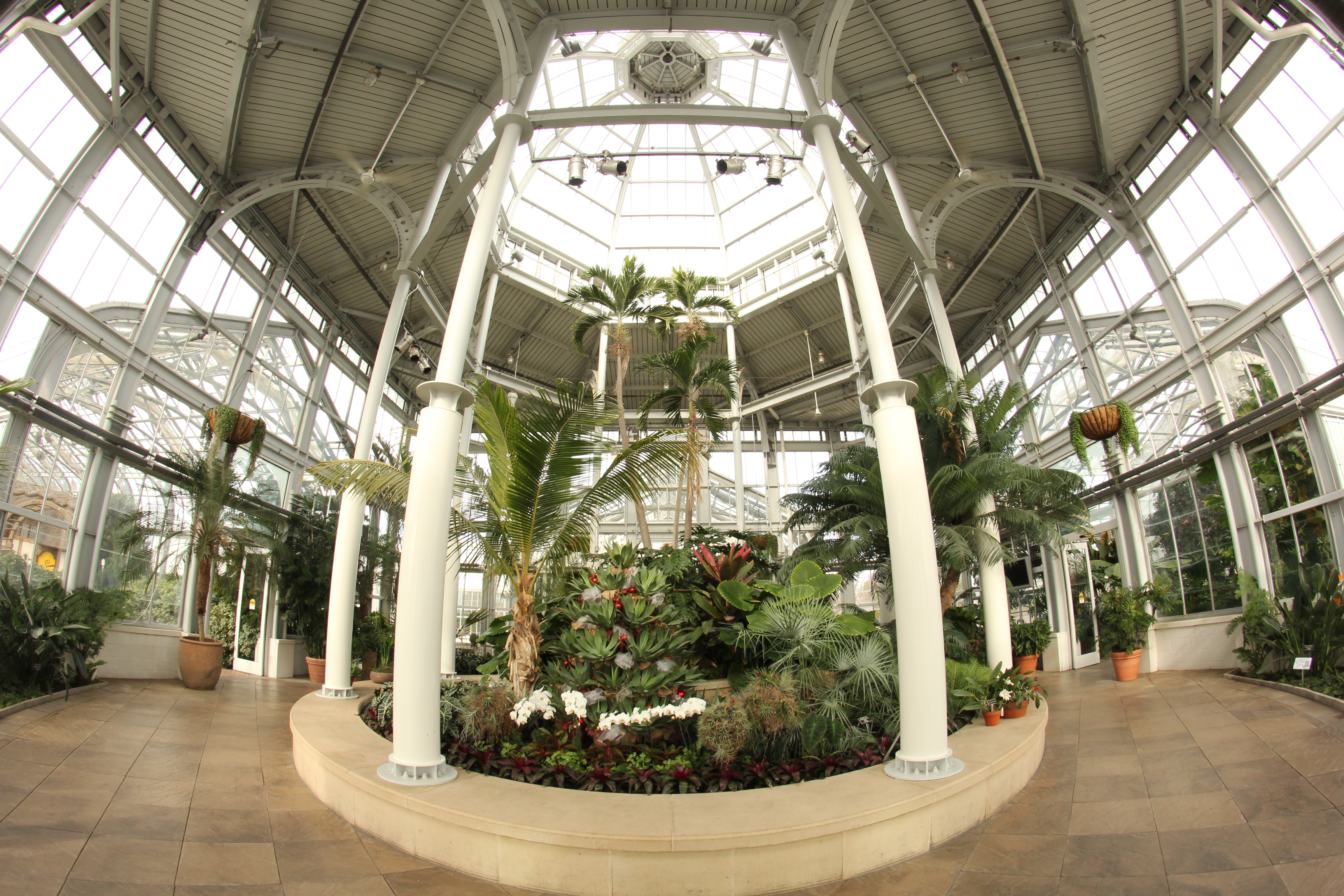
Interior del invernadero.
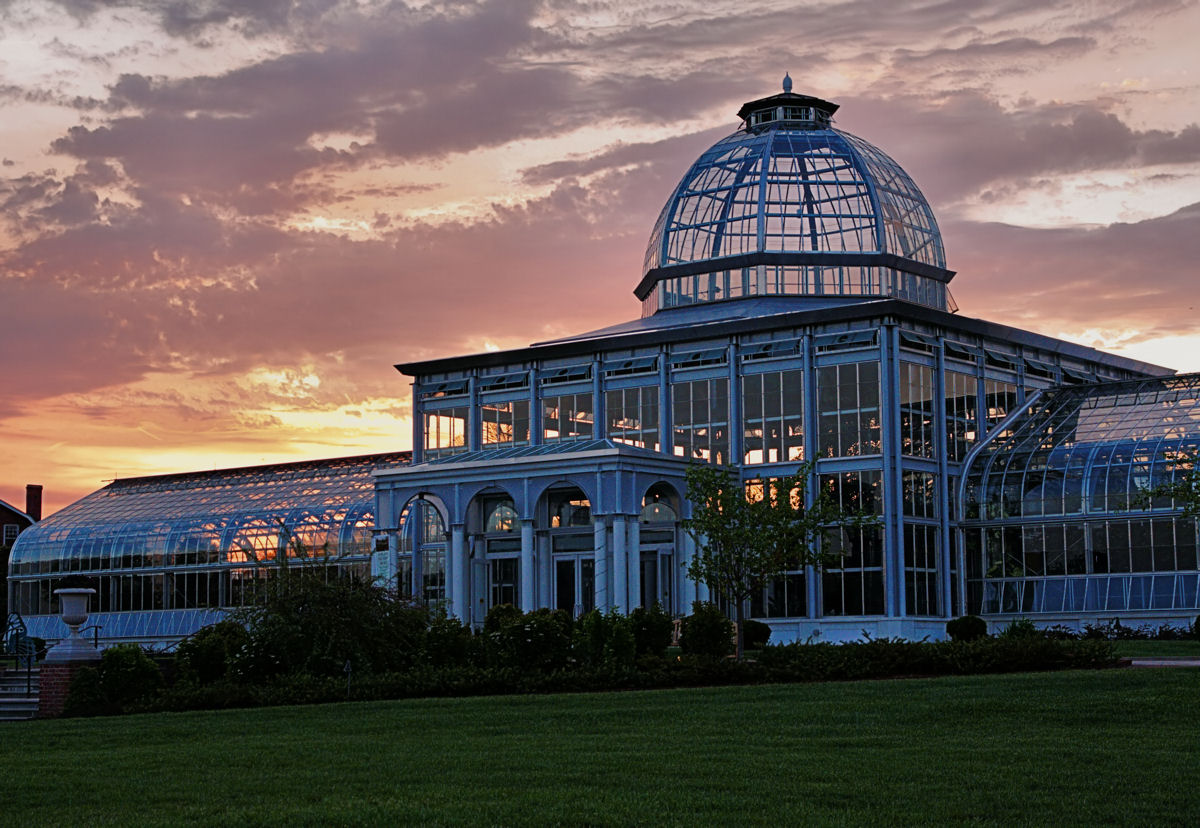
El invernadero al atardecer.